# Jann
Jann, справжнє ім'я Ян Розмановський (нар. 12 лютого 1999, Люблін)— польський співак й автор пісень, який брав участь у польському нацвідборі на Євробачення 2023.

## Біографія
Ян Розмановський народився у Любліні, в Польщі, виріс у Гарволіні. Син Едити та Яцека Розмановських. Ян — четвертий із восьми братів і сестер, у нього є дві старші сестри (Антоніта та Амелія), старший брат (Мацей), двоє молодших братів (Францишек і Максиміліан) і молодші сестри (Зузанна та Лена). 2013 року родина брала участь у першому сезоні реаліті-шоу Polsat Nasz nowy dom. У віці 12 років Ян співав у Великому театрі у Варшаві, а саме в опері «Król Roger». Протягом трьох років відвідував музичну школу в Гарволіні, яку не закінчив, оскільки у 16 років разом із батьками переїхав до Великої Британії, де продовжив навчання у Flynn Performing Arts School. Навчався вокалу в BIMM в Лондоні з 2018 до 2021 року.

## Кар'єра

### Рання кар'єра
5 листопада 2020 року випустив свій дебютний сингл «Do You Wanna Come Over?».  У 2022 році випустив свій дебютний мініальбом під назвою «Power» та виступив на фестивалях Off Festival і Great September. Розмановський також давав концерти в Будапешті та в Братиславі під час BUSH2022. Виступав як співак підтримки під час туру Ральфа Камінскі.

### Польський національний відбір на пісенний конкурс Євробачення 2023
26 лютого 2023 року взяв участь у фіналі національного відбору Польщі на Євробачення 2023 з піснею «Gladiator».  Ян посів друге місце у фіналі з 19 балами, отримавши 12 балів від польських телеглядачів та 7 балів від журі. Його виступ отримав надзвичайно позитивні відгуки глядачів, що принесло йому велике національне визнання. Протягом усієї послідовності голосування журі, де він отримав лише 7 балів, незважаючи на те, що був переконливим фаворитом фанатів, у залі було чути освистування під час оголошення результатів. Оскільки він був головним фаворитом на перемогу, його програш бурхливо коментували національні ЗМІ.
Під час національного відбору, о 15:30 за польський часом, за багато годин до завершення голосування та оголошення переможця, на офіційному сайті TVP було опубліковано допис про перемогу Бланки. Через деякий час допис було видалено, а позначку часу змінено, але зображення та скріншоти статті все ще можна знайти в Інтернеті. Це викликало національну суперечку та спекуляції серед глядачів конкурсу про те, що результати були підтасовані журі. Деякі глядачі стверджували, що виступ Бланки був переважним над виступом Яна через її зв'язки з польським журі. Стверджувалося, що вона та Аллан Крупа, син Едити Гурняк (голови журі), знали один одного особисто, що Крупа пізніше заперечив. Голоси члена журі Агустіна Егурроли також були поставлені під сумнів, оскільки танцювальна група Бланки складалася з танцюристів з Volt Dance Group, яка належить Егурролі, що призвело до звинувачень у кронізмі, а також через походження Бланки з дуже впливової та багатої родини, що призвело до звинувачень у непотизмі. Загальна думка щодо суперечки полягала в тому, що судді навмисно дали Яну менше балів, щоб збалансувати його помітність у публічних голосах, аби Бланка могла представляти Польщу на Євробаченні 2023. Віддані фанати створили петиції, щоб скасувати рішення журі та дозволити Яну брати участь замість Бланки.

### Після національного відбору

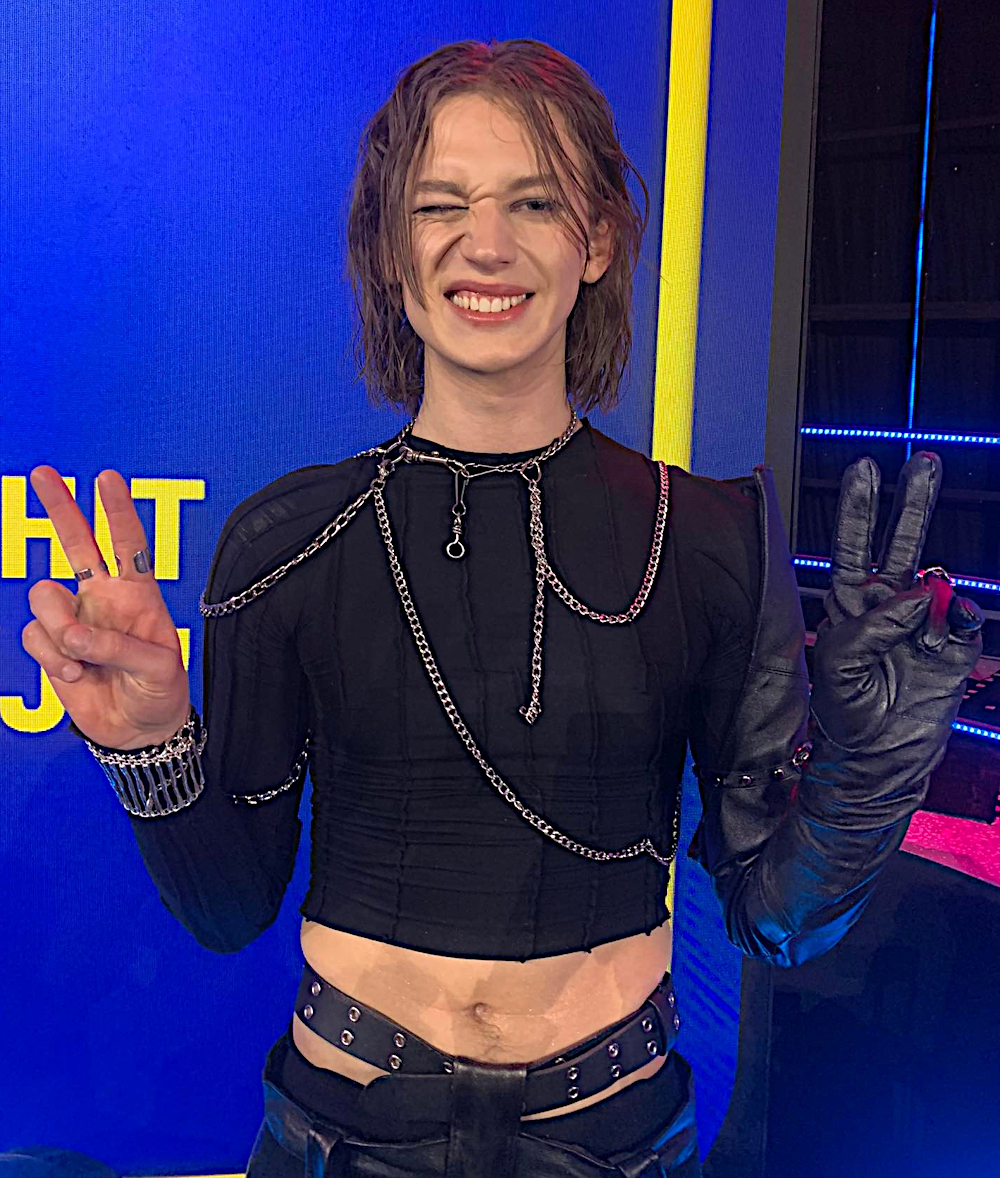
Jann на національному відборі «Tu bije serce Europy! Wybieramy hit na Eurowizję!»

Після фіналу відбору на Євробачення Ян оголосив про свій перший сольний тур Польщею під назвою Gladiator Tour. 6 травня 2023 року виступив на Mastercard Off Camera Festival у Кракові. Також виступав під час Polsat SuperHit Festival 2023 у Сопоті. 3 червня 2023 виступав на Orange Warsaw Festival 2023 у дуеті з Джаредом Лето та учасниками гурту Thirty Seconds to Mars. У 2024 році був у турі з Медісон Бір, як співак підтримки. 20 лютого 2024 року спеціально до прем'єри серіалу «Rojst Millenium» в Польщі на Netflix, була випущена пісня під назвою «List», Ян є одним з її виконавців. Він розпочав свій міжнародний тур наприкінці березня того ж року, виступаючи з концертами по всій Європі та США, зокрема в Лондоні, Дубліні, Брюсселі та Варшаві.

## Дискографія

### Альбоми
| Рік  | Назва                                              | Деталі альбому                                                                                    |
| ---- | -------------------------------------------------- | ------------------------------------------------------------------------------------------------- |
| 2024 | I store my fear and my pain in the nape of my neck | - Видання: 11 жовтня 2024 - Виробник: Fonobo - Формат: цифрове завантаження, потокова мультимедія |

### Мініальбоми
| Рік  | Назва | Деталі міні-альбому                                                                                    |
| ---- | ----- | --- |
| 2022 | Power | - Видання: 25 березня 2022 - Виробник: Fonobo - Формат: CD, цифрове завантаження, потокова мультимедія |
| 2025 | MADE  | - Видання: 13 червня 2025 - Виробник: Fonobo - Формат: цифрове завантаження, потокова мультимедія      |

### Сингли
| Назва | Рік  | Пікова позиція в чартах | Пікова позиція в чартах | Сертифікат      | Альбом                                             |
| Назва | Рік  | Польща                  | Польський Billboard     | Сертифікат      | Альбом                                             |
| --- | ---- | ----------------------- | ----------------------- | --------------- | -------------------------------------------------- |
| "Do You Wanna Come Over?" | 2020 | *                       | *                       |                 | Сингли поза альбомом                               |
| "One Missed Call" | 2021 | *                       | *                       |                 | Сингли поза альбомом                               |
| "Body Temperature" | 2021 | *                       | *                       |                 | Сингли поза альбомом                               |
| "Smile" | 2022 | *                       | *                       |                 | Сингли поза альбомом                               |
| "Promise" | 2022 | *                       | —                       |                 | Power                                              |
| "Gladiator" | 2022 | 2                       | 2                       | - ZPAV: Діамант | Сингли поза альбомом                               |
| "Need a Break" | 2023 | —                       | —                       |                 | Сингли поза альбомом                               |
| "The Letter" | 2023 | —                       | —                       |                 | I store my fear and my pain in the nape of my neck |
| "Charisma" | 2023 | —                       | —                       |                 | Сингл без альбому                                  |
| "List" (з Brodka та Urbanski) | 2024 | —                       | —                       |                 | The Mire: Millenium                                |
| "What Do You Want From Me?" | 2024 | —                       | —                       |                 | I store my fear and my pain in the nape of my neck |
| "Arachnophobia" | 2024 | —                       | —                       |                 | I store my fear and my pain in the nape of my neck |
| "Listen to Me" | 2025 | —                       | —                       |                 | MADE                                               |
| "Dywco - DEMO 2019" | 2025 | —                       | —                       |                 | MADE                                               |
| "where is that boi" | 2025 | —                       | —                       |                 | MADE                                               |
| "haunted house" | 2025 | —                       | —                       |                 | MADE                                               |
| "burns" | 2025 | —                       | —                       |                 | MADE                                               |
| "—" позначає елементи, які не були випущені в цій країні або не потрапили до чартів. "*" означає, що чарту на той час не існувало. |      |                         |                         |                 |                                                    |

### Пісні для інших виконавців
| Рік  | Виконавець | Альбом | Пісня        | Участь                                   | Пос.   |
| ---- | ---------- | ------ | ------------ | ---------------------------------------- | ------ |
| 2023 | Daymond    | –      | Save My Mind | слова та музика (з Деміаном Бродніцьким) | [ 44 ] |